# Ashton Sanders
Ashton Sanders (n. 24 de octubre de 1995) es un actor estadounidense, conocido especialmente por su actuación en la película Moonlight (2016) dirigida por Barry Jenkins y ganadora del Óscar a la mejor película de 2016.

## Trayectoria
Sanders hizo su debut en papel principal en la película The Retrieval en 2013. Luego hizo una aparición en Straight Outta Compton, dirigida por F. Gary Gray. En 2016, Sanders apareció en la película dramática Moonlight dirigida por Barry Jenkins y ganadora de tres premios Óscar: Óscar a la mejor película, Óscar al mejor guion adaptado y al mejor actor de reparto para Mahershala Ali. La película tuvo su estreno mundial en el Festival de Cine de Telluride el 2 de septiembre de 2016, en Estados Unidos el 21 de octubre de 2016 por la compañía A24 y paulatinamente a nivel mundial.

## Filmografía

### Películas
| Año  | Título                      | Personaje        | Notas |
| ---- | --------------------------- | ---------------- | --- |
| 2013 | The Retrieval               | Will             | |
| 2015 | Straight Outta Compton      | Kid              | |
| 2016 | Moonlight                   | Chiron           | Óscar a la mejor película, Óscar al mejor guion adaptado Asociación de Críticos de Cine de Austin Especial Reparto Premios Gotham Premio del jurado al mejor reparto Independent Spirit Robert Altman Award Pendiente - Black Reel Award por Actor de reparto Pendiente - Black Reel Award por participación masculina Pendiente - Screen Actors Guild Awards al reparto de películamejor película, al mejor guion adaptado |
| 2016 | We Home                     | Javan            | Cortometraje |
| 2016 | The Last Virgin in LA       | Josh             | Cortometraje |
| 2018 | The Equalizer 2             | Miles Whittaker  | |
| 2019 | Captive State               | Gabriel Drummond | |
| 2020 | All Day and a Night         | Jahkor           | |
| 2021 | Judas and the Black Messiah | Jimmy Palmer     | |

### Televisión
| Año  | Título                    | Papel           | Nota                |
| ---- | ------------------------- | --------------- | ------------------- |
| 2016 | The Skinny                | Tyler           | Episodio: Squad     |
| 2019 | Wu-Tang: An American Saga | Bobby Diggs/RZA | Personaje Principal |